# 호르헤 캄포스
호르헤 프란시스코 캄포스 나바레테(스페인어: Jorge Francisco Campos Navarrete, 1966년 10월 15일 ~)는 멕시코의 전 축구 선수였다. 포지션은 골키퍼이다.

## 선수 경력
1988년 우남 푸마스에 입단해 선수생활을 시작하였으며, 데뷔 초 골키퍼임에도 불구하고 14골을 기록하며 득점왕 타이틀을 경쟁하기도 했다. 그 후 1994년 FIFA 월드컵 멕시코 대표팀에 발탁되어 본선 3차례의 경기에서 좋은 활약을 보여주었으며, 특히 본선 3차전 경기인 이탈리아 전에서는 골문을 비우고 나왔음에도 불구하고 몸을 날리는 선방으로 팀을 16강에 올려 놓았다. 16강전에서 승부를 가리지 못해 승부차기에 돌입한 그는, 불가리아의 첫 번째 키커 크라시미르 발라코프의 킥을 선방하였으나, 팀은 베르날, 가르시아 아스페, 로드리게스 등의 연속 실축으로 승부차기 합계 1대 3으로 패배하였다. 그 후 아틀란테 FC로 이적하였으며, 1998년 FIFA 월드컵 대표로 뽑혀 1차전인 대한민국과의 경기에서 하석주에게 프리킥으로 선취점을 허용하였으나, 그는, 고종수의 중거리슛을 막아냄으로써 추가골 실점위기를 넘겼으며, 팀은 리카르도 펠라에스, 루이스 에르난데스의 연속골로 3대1로 승리하였으며, 1승 2무로 네덜란드에 이어 조 2위로 16강 진출에 성공하였으며 그는 4년 전 8강 진출 실패를 설욕할 수 있는 기회를 얻게 된다. 독일과의 16강전에서 그는 신들린 선방으로 전반을 0:0으로 막아내었으며, 후반 중반 루이스 에르난데스의의 선취골로 4년 전의 설욕에 성공하는듯 하였으나 팀은 후반 막판 위르겐 클린스만과 올리버 비어호프에 연속골을 허용하여 4년 전의 설욕에 실패 하였다. 그 후 미국 리그로 진출하였으며, 2002년 FIFA 월드컵 대표로 다시 한번 발탁되었지만, 오스카 페레스에 주전 자리를 물려주고 대회 내내 벤치를 지켰으며 2004년 호마리우와 함께 현역 은퇴를 선언하였다.

## 플레이 스타일
168cm라는 작은 키에도 불구하고 순발력이 뛰어 났으므로, 크로스 처리능력과 펀칭 능력이 뛰어났으며, 여기에 페널티킥의 방향을 잘 읽는 능력을 갖추고 있었다. 특히 클럽 경기에서는 전반에 골키퍼로 뛰다 후반에 공격수로 뛸 정도로 득점에도 일가견이 있었다.

## 같이 보기
- A매치 100경기 이상 출전한 축구 선수 명단